# Sýkořice vousatá
Sýkořice vousatá (Panurus biarmicus) je malý druh pěvce a jediný zástupce rodu Panurus, který je jediným rodem čeledi sýkořicovití (Panuridae).

## Taxonomie
Rozlišují se 2 poddruhy, jejichž rozšíření je geograficky velmi neobvyklé.
- P. b. biarmicus – sýkořice vousatá evropská obývá Severní Pobaltí, Západní Evropu, Středozemí, Balkán, západní a jižní Turecko až po jihozápadní Rusko a Ázerbájdžán.
- P. b. russicus – sýkořice vousatá eurasijská obývá Litvu, Polsko, na západě po Česko a Rakousko, na jihu po Chorvatsko, Bosnu a Hercegovinu, Srbsko a Černou Horu, Bulharsko, střední Turecko a celou Asii.[2]

## Popis
Velikosti vrabce domácího (délka těla 14–15,5 cm), s dlouhým světle žlutohnědým ocasem. Samec má světle modrošedou hlavu, dlouhý černý vous, bílé hrdlo a černé spodní ocasní krovky. Samice má hlavu běžovohnědou bez černého vousu, hrdlo špinavě bílé a spodní ocasní krovky béžové. Mladí ptáci se podobají samici, ale jejich zbarvení je více žlutobéžové, s černým hřbetem a částečně černým ocasem. Létá v nepravidelných, mělkých vlnovkách s vířivým máváním křídel.

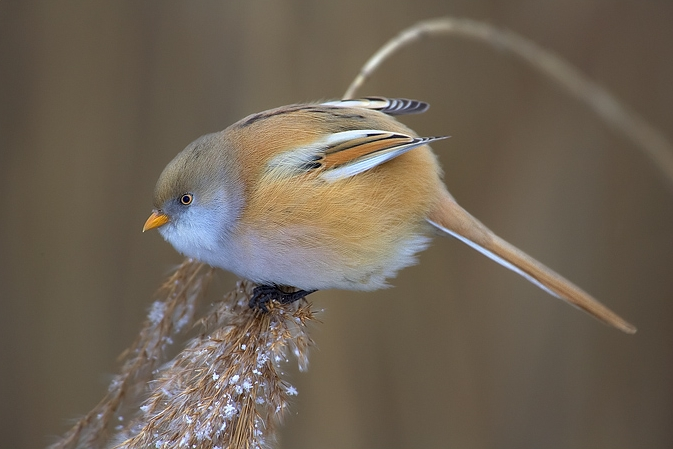
Sýkořice vousatá (dospělá samice)
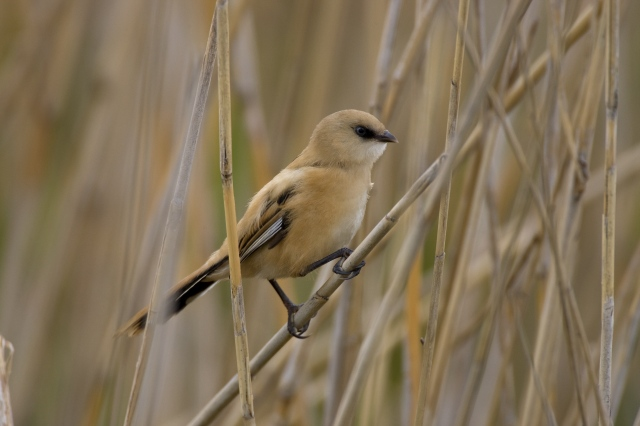
Sýkořice vousatá (mladá samice)
- Sýkořice vousatá (Panurus biarmicus)

## Hlas
Vábení je „ping ping“ nebo „džong džong“, zpěv je tiché libozvučné cvrlikání.

## Rozšíření
Velmi ostrůvkovitě v Evropě (od jižní Skandinávie po Středomoří) a v jižní části Asie po Čínu. Evropská populace je odhadována na 240 000 – 480 000 párů.

## Výskyt v Česku
Hnízdění bylo v Česku poprvé prokázáno v roce 1951 na Novoveském rybníce u Pohořelic na jižní Moravě. V současné době jsou hlavními hnízdními oblastmi jižní Čechy, Polabí a jižní a severní Morava. Početnost velmi kolísá; v letech 1985–89 byla odhadnuta na 100–300 párů, v letech 2001–03 na 100–200 párů.

## Tah
Sýkořice vousatá je převážně stálý až přelétavý pták bez výrazného tahu.

## Hnízdění

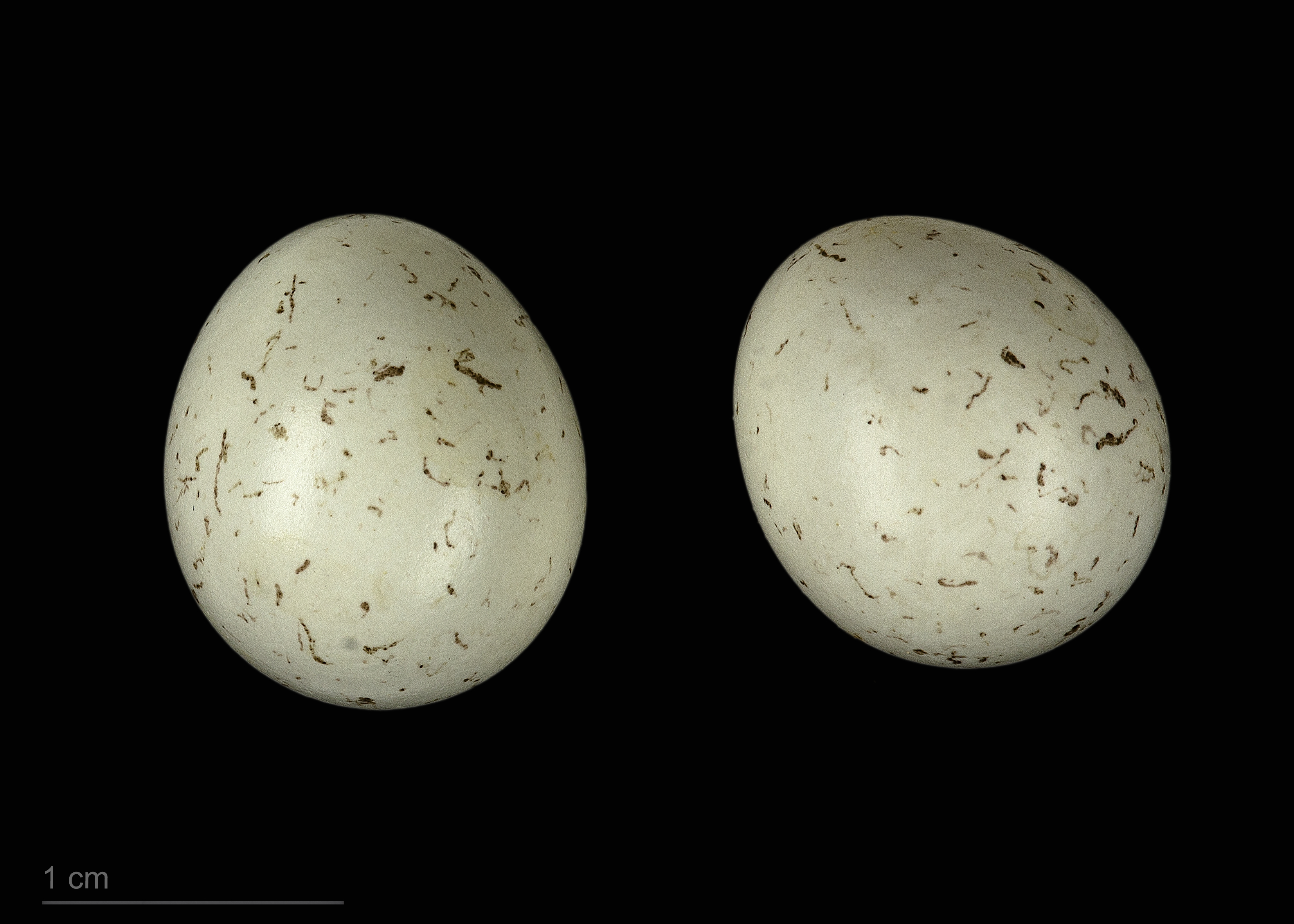
Vejce sýkořice vousaté
(Panurus biarmicus russicus)

Sociálně monogamní druh. Páry jsou si věrné i několik sezón, ale v koloniích se vyskytují i mimopárové kopulace a vnitrodruhový hnízdní parazitismus. Samice při námluvách preferují samce s delším ocasem. Hnízdo je hluboká, shora vždy přirozeně krytá miskovitá stavba z rákosů nebo orobinců umístěná v rákosí nízko nad vodou. Staví jej oba ptáci. Hnízdí v dubnu až červenci 2× ročně. Samice snáší 5–7 bílých, řídce černě tečkovaných vajec o rozměrech 18,0 × 14,1 mm, na kterých sedí oba rodiče asi 12 dnů. Mláďata poté krmí oba ptáci, někdy společně i s jinými páry, asi po dobu 10–13 dnů. K tvorbě párů u mladých ptáků dochází již v zimních hejnech.

## Potrava
Na jaře a v létě se živí hmyzem, pavouky a měkkýši, od podzimu přechází na rostlinnou potravou, tvořenou semeny rákosu a jiných vodních rostlin.